# Krivianskaïa
Krivianskaïa (en russe : Кривянская) est une stanitsa du raïon Oktiabrski (oblast de Rostov, Russie), située à 40 km de Rostov-sur-le-Don et à 3 km de Novotcherkassk, sur les rives de l’Aksaï.

## Histoire
La stanitsa est née d’un khoutor cosaque au XVIIIe siècle (1705 est retenu comme année de fondation) et est mentionné pour la première fois en 1778 sous le nom de Krivoï Stan. Le hameau accède au rang de stanitsa en 1790 sous son nom actuel.
En 1891 les travaux de construction d’une nouvelle église en pierre dédiée à Tikhon de Zadonsk sont lancés et achevés l’année suivante. L’architecte de l’église est K. F. Künzel.
De 1938 à 1944 Krivianskaïa est chef-lieu de raïon. En 1942-43 la stanitsa est occupée par les Allemands, qui rendent au culte l’église fermée par la communistes dans les années 1920.

## Géographie
La stanitsa Krivianskaïa est située sur l’Askaï, en amont de l’embouchure de la rivière Touzlov et au sud de l’affluent de cette dernière la Kadamovka. Krivianskaïa fait partie du raïon Oktiabrski (chef-lieu : Kamenolomni).

## Démographie
En 2010 la stanitsa compte 10 423 habitants.